# Аннексия Чьяпаса

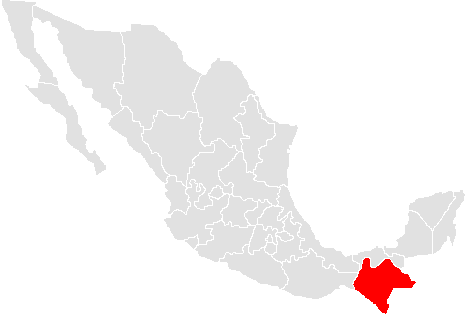
Чьяпас на карте Мексики

Аннексия Чьяпаса (исп. La Anexión mexicana de Chiapas) — политический процесс в результате которого штат Чьяпас, который административно находился под властью Гватемалы во времена вице-королевства Новая Испания, вошёл в состав Первой Мексиканской республики, сразу после распада Первой Мексиканской империи и Декларации независимости Соединённых провинций Центральной Америки от Мексики.
Официально Чьяпас вошёл в состав Мексики 14 сентября 1824 года, кроме округа Соконуско, который оставался относительно независимым от Гватемалы и Мексики.
Гватемала имела претензии на Чьяпас и Соконуско до 1882 года, и отказалась от претензий после подписания Договора Эрреры-Морискала, который установил современную гватемало-мексиканскую границу.

## Предыстория
23 октября 1821 года мэр города Тапачула — Бартоломе де Апарисио провозгласил независимость от Испании, а позже и от Гватемалы, заявив желание войти в состав Мексики. Гватемала получила независимость от Мексики в 1823 году. После прибытия генерала Винсенто Филисолы в Сьюдад-Реаль-де-Чьяпа (современный Сан-Кристобаль-де-лас-Касас) 4 сентября 1823 года тот объявил о вхождении Чьяпаса в состав Мексики. Филисола привёл там к власти лояльного к Мексике лидера — Мануэля Хосе де Рохаса и под угрозой применения силы заставил власть присягнуть Конгрессу и исполнительной власти Мексики. Прежде чем уступить Правительство Чьяпаса направило Филисоле ноту протеста и объявило собрание. Чьяпас пригласили присоединиться к Мексиканской империи. Агустин I во время своего пребывания в должности послал эмиссаров, чтобы убедить членов правительства Чьяпаса сохраненить статуса мексиканского штата.
Гватемала всегда претендовала на весь штат Чьяпас, в том числе и округ Соконуско, иногда её претензии выходили за пределы утраченных территории, например Гватемала заявляла претензии на южную часть штата Табаско и юг полуострова Юкатан(части таких штатов как Кемпече и Кинтано-Роо).
Чьяпас официально вошел в состав Мексики в 1824 году. В округе Соконуско обе стороны сохраняли относительно независимую, как от Мексики, так и от Гватемалы власть, Гватемала и Мексика заключили негласное соглашения в котором обязывались уважать независимость Соконуско. Но не одна из сторон не отказывалась от претензии на округ, а его независимость рассматривали лишь как временную меру.
Конфликт в Чьяпасе обострился после распада Центральноамериканский республики в 1840 году, когда множество оппозиционеров из Гватемалы бежали в Мексику и были приняты её правительством. После этого Гватемала возобновила претензии на Чьяпас, а Мексика на Соконуско.
Филисолу оставил без поддержки император Мексики в начале 1820-х годов, что фактически позволило Гватемале получить независимость.

Чуть позже, 14 сентября 1824 года был проведен референдум о вхождении в состав Мексики, за вхождения в состав Мексики в том числе проголосовала и партия Соконуско, политическая элита региона встала перед выбором, войти в состав Мексики, или остаться в составе Гватемалы.
«Чьяпас свободен и независим от Мексики и Соединенных провинций Центральной Америки до тех пор, пока не примет решение о своей федерации с одной из этих граничащих с нем стран и теми, кто был приглашен…».

План свободного Чьяпаса

## Вхождение Чьяпаса в состав Мексики

Соконуско на карте Чьяпаса

Мексика готовилась к полному присоединению Чьяпаса и Соконуско в свой состав, Мексика рассматривала неформальное перемирие как передышку для продолжения конфликта и полной аннексии всей территории штата.

большинство споров было разрешено роспуском Временной Верховной хунты Чьяпаса и провозглашением 14 сентября 1824 года вхождения Чьяпаса в состав Мексики. 
«Чьяпанеки решили проголосовать за федерализацию и окончательное вхождение в состав Мексики: 96 829 человек проголосовали за то, чтобы стать частью Мексики, 60 400 — за Гватемалу, а 15 724 — за нейтралитет».

Временная хунта Чьяпаса. Акт о присоединении Свободного штата Чьяпас к Федеративной Республике Мексика
Мексика хотела аннексировать Чьяпас из-за природных ресурсов, в первую очередь древесины и полезных ископаемых. также аннексия Чьяпаса бы значительно сократило общую границу. что позволило бы выделять меньше войск для её охраны, и упростило бы торговлю между государствами Центральной и Южной Америки. Аннексию Соконуско Мексика планировала так как его столица — Тапачула, была главным портом региона, через него экспортировались и импортировались все товары между Мексикой и Центральной америки.
Дипломатический конфликт перерос в серию приграничных конфликтов, в ходе конфликта Мексика также аннексировала Соконуско.

## Конец конфликта
После победы Мексики в приграничных столкновениях стороны решили урегулировать конфликт, Гватемала и Мексика послали две инженерные группы для разграничения границ, зафиксировав это Договором Эрреры и Морискала. В договоре устанавливалась новая граница, Гватемала отказывалась от претензий на Чьяпас.